# De anatomische les van Dr. Nicolaes Tulp
De anatomische les van Dr. Nicolaes Tulp is een bekend schilderij van de Nederlandse kunstschilder Rembrandt van Rijn.
Het is eigendom van de Nederlandse staat en behoort tot de vaste collectie van het Mauritshuis in Den Haag. Op het schilderij staat een les in de anatomie afgebeeld met een groep chirurgijns, gehouden door dr. Nicolaes Tulp. Het was het eerste groepsportret dat de toen 25-jarige Rembrandt schilderde. Het is gesitueerd in de Waag in Amsterdam, maar niet in het pas in 1691 gebouwde anatomisch theater boven op de Waag.
De anatomieles vond plaats op 31 januari 1632. Het Amsterdamse chirurgijnsgilde, waarvan Tulp deel uitmaakte, stond enkel één openbare ontleding per jaar toe. Het daarbij gebruikte lichaam moest dan van een geëxecuteerde crimineel zijn, deze keer van de 41-jarige Aris Kindt (alias Adriaan Adriaansz). Hij was eerder die dag opgehangen voor diefstal.
Behalve Nicolaes Tulp staan ook de chirurgijns Jacob Blok, Hartman Hartmansz, Adraen Slabran, Jacob de Witt, Mathijs Kalkoen, Jacob Koolvelt en Frans van Loenen afgebeeld. In werkelijkheid stonden ze waarschijnlijk rondom het lijk, maar dat zou voor het schilderij onpraktisch zijn geweest.
De opdracht tot de schildering werd gegeven door het Amsterdamse Chirurgijnsgilde, dat de eerste eigenaar werd. Vervolgens kwam het in bezit van het Weduwenfonds der Chirurgijnen. Bij de opheffing ervan in 1828 werd besloten het schilderij publiek te verkopen. Koning Willem I liet de veiling verhinderen en gaf het bevel dit meesterwerk voor zijn Koninklijk Kabinet van Schilderijen aan te kopen, het latere Mauritshuis.

## Anatomische onjuistheden
In 2006 werd in het Nederlands Tijdschrift voor Geneeskunde een artikel gepubliceerd waarin De anatomische les van dr. Nicolaes Tulp werd vergeleken met een echte dissectie. De anatomische voorstelling zoals gepresenteerd op het schilderij bleek niet reproduceerbaar. Zo bleken elementen van de musculus flexor digitorum superficialis in het schilderij van positie gewisseld te zijn, zijn op het schilderij enkele buigspieren aanwezig die bij dissectie niet zichtbaar waren en bevond zich aan de ulnaire zijde (de pinkzijde) een longitudinale, witte structuur die niet teruggevonden werd in het anatomische preparaat. Laatstgenoemde witte structuur betreft echter waarschijnlijk een variant van de nervus ulnaris.

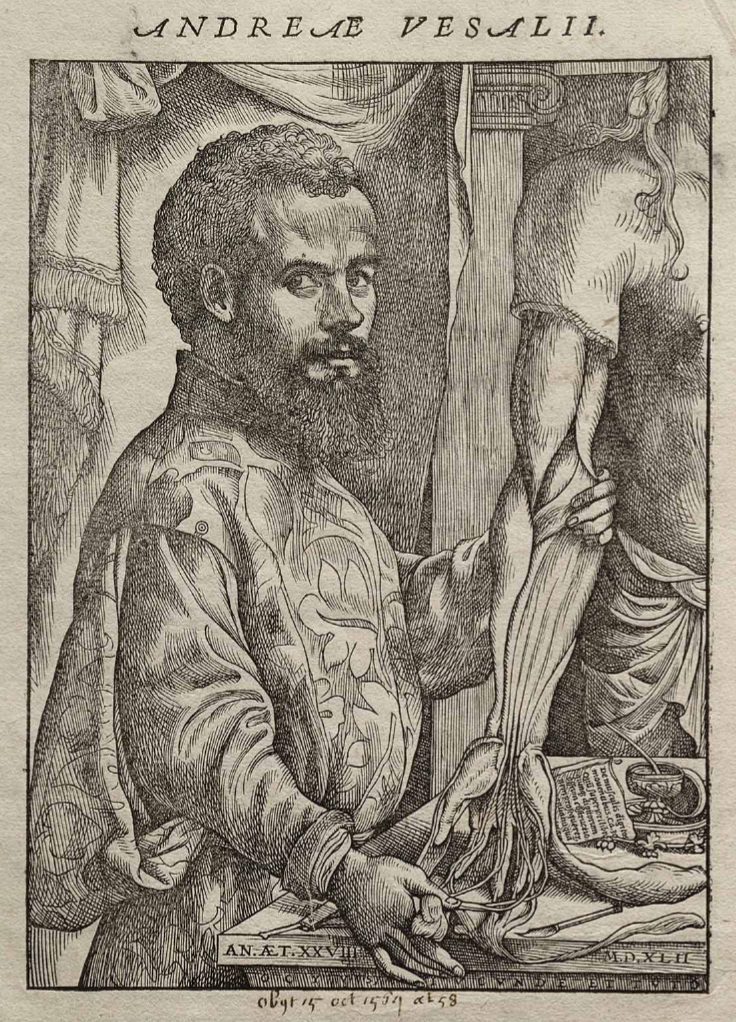
Vesalius demonstreert de oppervlakkige en diepe buigspieren van de vingers

Tulp demonstreert op het schilderij de buigspieren van de vingers. De oppervlakkige spieren hechten op het middenkootje aan als een vorkje, waar de pees van de diepe buigspier onderdoor loopt om aan het eindkootje aan te hechten. Om dit te demonstreren trekt Tulp de oppervlakkige buigspier (M. flexor digitorum superaficialis) met een tang opzij en omhoog. De op een na eerste anatoom die echt beschreef wat hij zag, de Vlaming Andreas Vesalius, had zich circa 100 jaar daarvoor in 1543 af laten beelden terwijl hij deze spieren demonstreerde. Daartoe houdt hij de oppervlakkige buigspier naar beneden. In beide afbeeldingen worden zo de pezen van de diepe buigspier van de vingers (de M. flexor digitorum profundus) zichtbaar terwijl ze door de vorkjes heen lopen die de oppervlakkige spier vormt. Tulp volgt het pad van de moderne wetenschap en treedt in de voetsporen van de moderne Vesalius, wil het schilderij ons zeggen.
Uit röntgenonderzoek blijkt dat aan de niet ontlede rechterhand een amputatiestomp was geschilderd, in tweede instantie is daar een hand over heen geschilderd. Het is niet bekend of de hand al eerder geamputeerd was of dat dit als onderdeel van de straf gedaan is.
Overigens werden bij een sectie als deze in de regel eerst de ingewanden en pas daarna de ledematen ontleed.

## De terechtgestelde
Aris Kindt (alias Adriaan Adriaansz) (Leiden, 1591?/1604?-1632) was een Leidse wasketelmaker. Hij was echter ook een recidivistische crimineel, betrokken bij diefstal en geweldsdelicten. Hij zou hiervoor uit Leiden zijn verbannen en hij leefde het grootste deel van zijn leven afwisselend binnen en buiten de gevangenis. Zijn laatste misdaad, het beroven van een man van zijn jas, zou zijn lot hebben bezegeld: Hij werd hiervoor tot de dood door ophanging veroordeeld.
Zijn executie zou bespoedigd zijn omdat de jaarlijkse openbare anatomieles naderde en het Amsterdamse chirurgijnsgilde hiervoor een lichaam nodig had. Kindts lichaam werd inderdaad dezelfde dag nog gebruikt, zoals verbeeld in het hier beschreven schilderij.

## Trivia
- Een parodie op het schilderij is te vinden in het Asterixverhaal Le Devin (vertaald als De ziener), waar de ziener een vis opensnijdt en ontleedt, en verschillende personages op dezelfde wijze om hem heen staan verzameld.
- In 1989 zien we het tafereel gesitueerd in de 19e eeuw. De antagonist van striphelden Robert en Bertrand vertelt over zijn opleiding in de aflevering "De scharlaken dood".[8]
- Een gelijkaardige parodie is te zien in het verhaal van Suske en Wiske getiteld De nachtwachtbrigade, wanneer Lambik en Willem van Ruytenburch een les bijwonen in de anatomie, gegeven door Dr. Tulp zelf. Het beeld doet Lambiks maag omkeren, waarop Willem laconiek reageert door te stellen dat men pas echt niet goed wordt, wanneer men beseft wat Tulp ervoor vraagt qua honorarium.
- De scene die in het schilderij afspeelt stond centraal in een aflevering van de TROS-jeugdserie De bende van Sjako, waarin hoofdpersonage Jacco op de tafel bij Dr. Nicolaes Tulp zijn anatomie-les kwam te liggen.